# Summilux

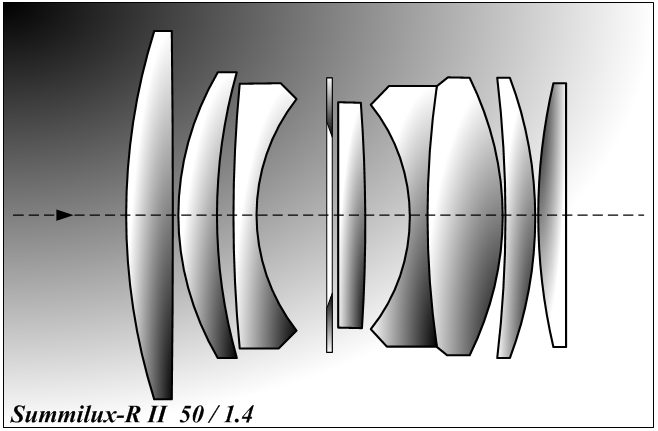
Summilux-R II 50 / 1.4

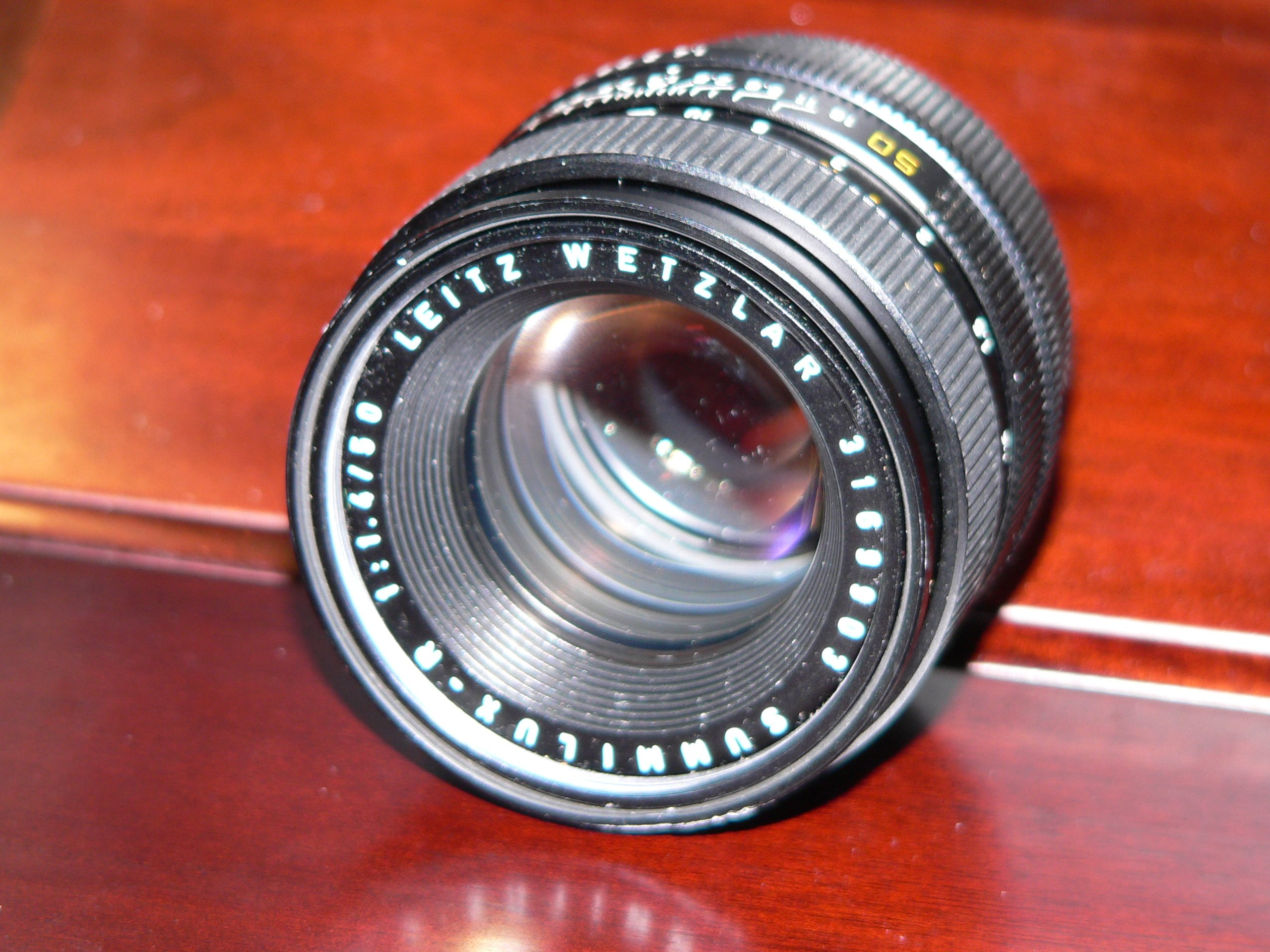
Leica Summilux-R 1:1,4/50 mm Objektiv

Summilux (vom lateinischen summa lux „höchstes Licht“) ist die Bezeichnung für besonders lichtstarke Objektive der Marke Leica mit einer Anfangsblende von f/1,4 bis f/1,7. Zoomobjektive, die für mindestens eine Brennweite diese Lichtstärke erreichen, werden als Vario-Summilux bezeichnet.
Summilux-Objektive werden aktuell (Februar 2015) als Wechselobjektive für die Leica M und den Micro-Four-Thirds-Standard sowie fest eingebaut für die Leica X und verschiedene Kompaktkameras der Marken Leica und Lumix hergestellt. Das Angebot umfasst unter anderem:
- Leica M
  - Leica Summilux-M 1:1,4/21 mm ASPH.
  - Leica Summilux-M 1:1,4/24 mm ASPH.
  - Leica Summilux-M 1:1,4/28 mm ASPH.
  - Leica Summilux-M 1:1,4/35 mm ASPH.
  - Leica Summilux-M 1:1,4/50 mm ASPH.
- Micro-Four-Thirds
  - Leica DG Summilux 1:1,7/9 mm Asph.
  - Leica DG Summilux 1:1,4/12 mm Asph.
  - Leica DG Summilux 1:1,7/15 mm Asph.
  - Leica DG Summilux 1:1,4/25 mm Asph.
- Leica X
  - Leica Summilux 1:1,7/23 mm ASPH.
- Kompaktkameras
  - Leica DC Vario-Summilux 1:1,7–2,8/10,9–34 mm ASPH.
  - Leica Q und Q2 Summilux 1:1,7/28 mm ASPH

- Leica SL

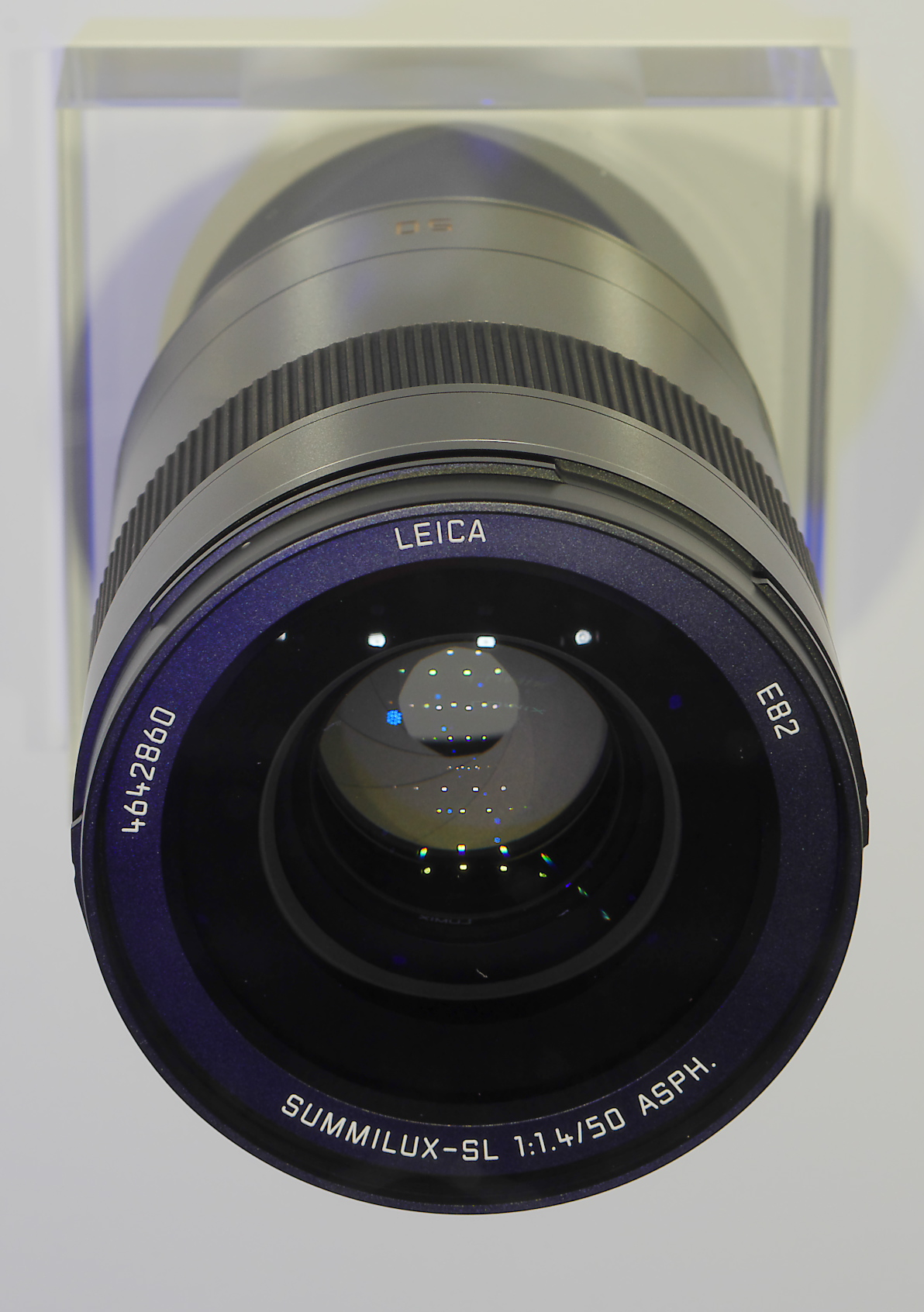
Leica Summilux-SL 50 mm 1:1,4, Normalobjektiv für das L-Bajonett-System

  - Leica Summilux-SL 1:1.4/50mm ASPH.

Die mit DG und DC gekennzeichneten Objektive werden von Panasonic in Lizenz gefertigt. Weitere Summilux-Objektive wurden unter anderem für die Leica R hergestellt.

## Abgrenzung
Noch lichtstärkere Leica-Objektive mit f/1,2 oder besser werden als Noctilux, etwas weniger lichtstarke Optiken mit f/2,0 als Summicron bezeichnet. Leica-Objektive mit Offenblende f/2,8 haben die Bezeichnung Elmarit.